# حکم حکومتی
حکم حکومتی یا دستور ولایی عنوانی برای برخی از دستورهای رهبر جمهوری اسلامی ایران است که به منظور حفظ مصلحت نظام و حفظ سیاست‌های کلی نظام بر اساس ولایت مطلقه فقیه صادر می‌شود.

برخی از حامیان حکومت برای قانون «حکم حکومتی» به سخنی از خمینی متوسل می‌شوند که گفته، همه اختیارات ولایت مطلقه فقیه در این قانون نیامده است.
آن‌ها معتقدند که «ولایت مطلقه فقیه مبنای مشروعیت قانون اساسی و پیشنهاد دهنده‌ی تغییرات آن و مفسر آن از طریق شورای نگهبان است و همه قوا و نهادهای قانون اساسی بازوان ولایت مطلقه‌اند، نه در عرض آن، از این رو موظف به اجرای فرامین رهبری هستند.»

## نظر موافقان و مخالفان
هواداران این شیوه، معتقدند که وی براساس مطلقه بودن ولایت فقیه مافوق قانون است و هرگاه تشخیصی داد می‌تواند دستورهای ورای قانون (که به موجب کلمه ولایت مطلقه که در قانون اساسی پیش‌بینی شده) صادر کند.او خیر مردم را میخواهد و چیزی بیشتر از ما می داند. 
مخالفان می‌گویند که حکم حکومتی مبنای حقوقی ندارد و اگر قرار بر فراقانونی بودن رهبر باشد، اصلاً چه نیازی به نوشتن قانون اساسی بود و در این شرایط قانون چه مبنایی دارد. همچنین فراقانونی بودن رهبر با اصل تساوی آحاد مردم در برابر قانون که به‌طور صریح در قانون اساسی آمده در تضاد است. چون رهبر خود می‌تواند قانون را تغییر دهد در حالی که سایر مردم چنین حقی ندارند. در ذیل اصل یکصد و هفتم قانون اساسی آمده‌است: «رهبر در برابر قوانین با سایر افراد کشور مساوی است.»

## حکم حکومتی در دولت محمد خاتمی
کلمه حکم حکومتی نخستین بار در جریان نامه سید علی خامنه‌ای به مجلس ششم برای کنار گذاشتن اصلاح قانون مطبوعات بکار گرفته شد. بلافاصله پس از پیروزی بزرگ اصلاح طلبان (خصوصاً اصلاح طلبان پیشرو به رهبری جبهه مشارکت در انتخابات مجلس ششم) با تأیید سید علی خامنه‌ای، دادگستری تقریباً تمام روزنامه‌های اصلاح طلب را توقیف کرد. توقیف‌ها تا پایان دوران اصلاحات ادامه یافت و به قطع ارتباط اصلاح طلبان با جامعه منجر گردید.

مهدی کروبی پس از جلسه غیر علنی مجلس و خواندن نامه سیدعلی خامنه‌ای، طرح اصلاح قانون مطبوعات را از دستور خارج کرد و پس از اعتراض برخی نمایندگان در جلسه علنی پیرامون این اقدام نه تنها به توجیه نامه سیدعلی خامنه‌ای پرداخت بلکه اعتراض نمایندگان را نیز مخالف قانون اساسی دانست:
در این مورد آقای هادی زاده به خوبی می‌داند که من بحث مفصلی قبل از رسمی شدن جلسه کردم و سیر قضیه را بیان کردم. نامه‌ای که برای ما آمده بود، حکم حکومتی درآن بود، قرائت شد و ما بر اساس قانون اساسی عمل کرده‌ایم. قانون اساسی بر ولایت مطلقه تأکید دارد و ولایت مطلقه هم همین است. این شما هستید که بر اساس وظیفه عمل نکرده و تذکر داده‌اید.
تأیید این حکم توسط مهدی کروبی (رئیس وقت مجلس) نشان داد که بخش‌هایی از اصلاح طلبان به این اختیار ولی فقیه انتقاد دارند یا توان مخالفت با آن را ندارند.
مهدی کروبی چهار سال بعد از این در نامه‌ای رهبر را متهم به دست داشتن پسرش به تقلب به نفع احمدی‌نژاد کرد و هشت سال بعد به عنوان یکی از رهبران معترضان به انتخابات در برابر تصمیمات رهبر قرار گرفت. بدین ترتیب اعتقاد به فراقانونی بودن رهبر از سوی او در عمل رد شد.
همچنین در رد صلاحیت‌های شورای نگهبان، که زیر نظر رهبری است، از این عنوان برای دستورهای رهبری استفاده شده. شورای نگهبان در انتخابات ریاست جمهوری نهم عده کثیری را بدون دلیل رد صلاحیت و شش تن را تأیید کرد و سپس خامنه‌ای حکم حکومتی صادر کرد تا دو نفر از افراد رد صلاحیت شده اصلاح طلب یعنی مصطفی معین و محسن مهرعلیزاده در انتخابات حضور یابند.

## حکم حکومتی در دولت احمدی‌نژاد
سید علی خامنه‌ای همچنین بلافاصله پس از انتخاب احمدی‌نژاد اصل ۴۴ قانون اساسی را بدون همه پرسی در سال ۱۳۸۵ تغییر داد.
همچنین وی چند بار از حکم برای حمایت از دولت احمدی‌نژاد استفاده کرد. از جمله صدور مجوز برداشت از صندوق ذخیره ارزی بدون تأیید مجلس و مجوز تأخیر ۱۱ روزه در معرفی وزیر اقتصاد جدید.
منابع حکومتی تلاش دارند برای حکم حکومتی رهبری تاییدات شرعی و مذهبی (با استناد به روایات مذهبی) و دلائلی قانع‌کننده ارائه نمایند و مغایرات آن با قانون اساسی را توسط مخالفین رد کنند. خبرگزاری فارس در مطلبی نشان داد که پیامبر اسلام نیز از حکم حکومتی برای افراد استفاده کرده‌است. این موضوع از آن جهت حائز اهمیت است که یکی از موارد حکم حکومتی که از سوی مخالفان به سید علی خامنه‌ای نسبت داده می‌شود، برخورد با منتقدین نظام جمهوری اسلامی ایران بوده‌است.

### برکناری معاون اول رئیس‌جمهور
در ۲۷ تیر ۸۸ چند روز پس از انتخاب اسفندیار رحیم مشایی به معاونت اول ریاست‌جمهوری اعلام شد که سید علی خامنه‌ای دستور برکناری او را صادر کرده‌است. حکم حکومتی رهبر پس از اعتراضات گسترده مقامات سیاسی و مذهبی مختلف نسبت به گذشته مشایی که در متن آن نامه نیز اشاره شده بود که به علت عدم مصلحت این انتصاب برای دولت شما، صادر شد. اما اصرار احمدی‌نژاد بر حفظ مشایی و تجلیل از او و اظهار بی‌خبری مشاور هنری احمدی‌نژاد از این حکم موجب شد تا در روز دوم مرداد نامه رهبری به‌طور رسمی منتشر شود. احمدی‌نژاد روز بعد در پاسخ به خامنه‌ای نوشت که مشایی استعفا داده‌است و نوشته خامنه‌ای به استناد اصل ۵۷ قانون اساسی اجرا شده: «ضمن ارسال رونوشت نامه کناره‌گیری مورخه ۸۸٫۵٫۲ جناب آقای مهندس اسفندیار رحیم مشایی از معاون اولی، به استحضار می‌رساند که مرقومه مورخه ۸۸٫۴٫۲۷ حضرتعالی به استناد اصل ۵۷ قانون اساسی اجرا شد.»

### ابقای وزیر اطلاعات
در ۲۸ فروردین ۱۳۹۰ حیدر مصلحی، وزیر اطلاعات، که چند روزی اختلافاتش با احمدی‌نژاد و مشایی بالا گرفته بود، برای اینکه به سرنوشت مصطفی پورمحمدی دچار نشود، استعفا داد و این استعفا مورد پذیرش احمدی‌نژاد قرار گرفت. در همان روز رسانه‌ها خبر دادند این امر با حکم حکومتی لغو شده‌است. دو روز بعد با نوشتن نامه‌ای توسط خامنه‌ای که در آن مصلحی را وزیر اطلاعات خطاب کرده و از او خواسته بود در این مقام اهتمام به خرج دهد، او به منصب خود بازگشت.

### حکم حکومتی دربارهٔ سؤال مجلس از احمدی‌نژاد
در ۱ آذر ۱۳۹۱ درحالی‌که مجلس طرح سؤال از رئیس دولت دهم را پیش‌رو داشت حکم حکومتی رهبر ایران مانع سؤال مجلس از احمدی‌نژاد شد.

## حکم حکومتی در قوه قضائیه
در ۹ فروردین ۱۳۸۹ صادق لاریجانی رئیس قوه قضائیه گفت با پایان یافتن مهلت اجرای قانون آزمایشی آیین دادرسی این قانون با اجازه رهبری برای یکسال دیگر تمدید شد. وی از عنوان دستور ولایی استفاده کرد که تا آن زمان بی‌سابقه بوده‌است. مطابق حکم حکومتی سید علی خامنه‌ای که در زمان ریاست صادق لاریجانی بر قوه قضائیه و به درخواست وی صادر شد حکم حبس محکومان پرونده‌های فساد مالی بلافاصله به اجرا گذاشته می‌شود و درخواست تجدیدنظر ممکن نیست.

## حکم حکومتی در دولت حسن روحانی
- به دنبال انجام مجدد سهمیه‌بندی سوخت و افزایش ۲۰۰ درصدی قیمت بنزین[۱۹] که منجر به اعتراضات آبان ۱۳۹۸ شد، فراکسیون ها و نمایندگان مجلس واکنش تندی را در واکنش به افزایش قیمت بنزین نشان دادند؛[۲۰] از جمله فراکسیون امید با ارائه طرح فوریتی، خواستار بازگشت قیمت بنزین به قیمت قبل شد؛[۲۱][۲۲] اما این طرح با حکم حکومتی و نامه محرمانه هشدارآمیز آیت الله سید علی خامنه‌‌ای، از دستور کار خارج شد.[۲۳][۲۴][۲۵]
- در تاریخ ۱۳ اسفند ۱۳۹۸، با حکم حکومتی سید علی خامنه‌ای، مصوبه کمیسیون تلفیق به عنوان مصوبه مجلس مستقیماً به شورای نگهبان ارجاع شد تا در صورت تأیید به دولت ابلاغ شود؛ یعنی برای نخستین بار، بودجه بدون تصویب توسط نمایندگان مجلس ابلاغ شد.[۲۶] این اتفاق پس از آن افتاد که کلیات بودجه ۹۹ توسط مجلس شورای اسلامی رد شده بود و جلسات مجلس به دلیل شیوع کروناویروس تعطیل شده بود.[۲۷][۲۸]